# Răcari
Răcari est une ville du județ de Dâmbovița, en Roumanie, au nord-ouest de Bucarest.
Sa population était de 6 930 habitants en 2011.